# روبرت كليتغارد
روبرت كليتغارد (بالإنجليزية: Robert Klitgaard)‏ هو أكاديمي أمريكي، ولد في 1947.